# Adelheid német-római császárné

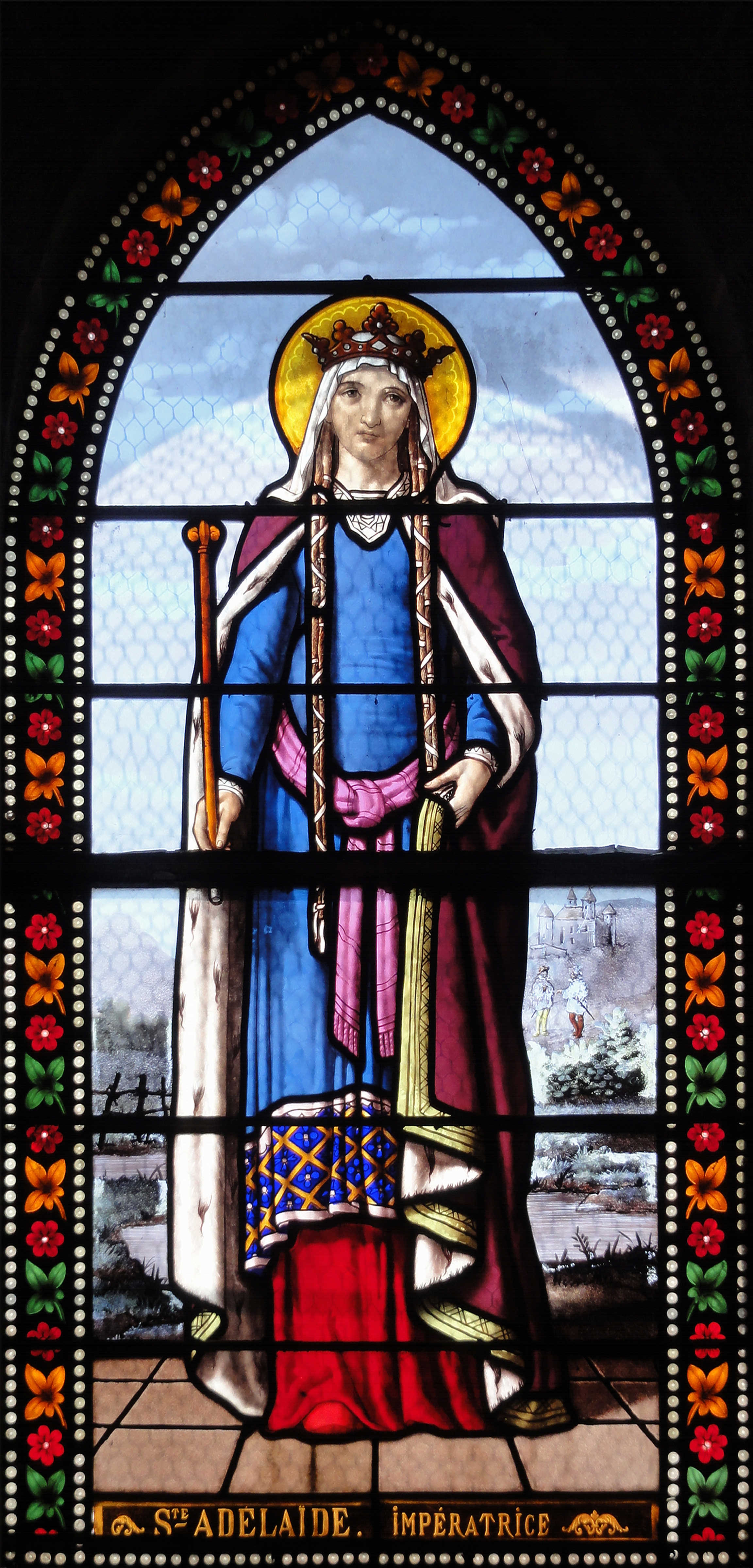
Itáliai Adelaide

Burgundiai Adelheid (Orbe, Burgundia, 931 – Seltz, Elzász, 999. december 16.) szentként tisztelt német-római császárné, I. Ottó német-római császár második felesége.

## Családja
Szülei: II. Rudolf burgundiai és itáliai király és Sváb (Hunfriding) Berta hercegnő. A szülők 922-ben kötöttek házasságot.
Apai nagyszülei: I. Rudolf felső-burgund király és Provence-i (Bosonid) Guilla hercegnő
Anyai nagyszülei: II. Burchard sváb herceg és Zürichi Regelinda grófnő
Egy fiútestvére született, Konrád, 925 körül, aki később apja utódaként, I. Konrád néven Burgundia következő uralkodója lett, 937. július 11-től.

## Első házassága: Lothárral
Adelheidet még születése évében eljegyezték a nála három vagy öt évvel idősebb Lothárral, Arles-i Hugó itáliai király egyetlen törvényes fiával. (Adelheid apja és Lothár apja a két gyermek esküvője előtt még ősi ellenségek voltak, ezért a frigy a két király megbékélését szándékozott elősegíteni.) 947. december 12-én, 15 éves korában Adelheidet tehát hozzáadták a leendő II. Lothár itáliai királyhoz. (Lothár a következő évben, azaz 948-ban lett Itália új uralkodója.)
Házasságuk majdnem 3 évig tartott, melyből csak egy leány jött világra, Emma, 948-ban. Az ifjú király 950. november 22-én elhunyt, Adelheid pedig a következő évben ismét férjhez ment.

## Második házassága: I. Ottóval
Második hitvese a körülbelül 39 esztendős, özvegy és háromgyermekes (kettő az első feleségétől, egy pedig egy szláv, ismeretlen nevű ágyasától született), későbbi I. (Nagy) Ottó német-római császár lett, akinek nagyjából 22 évig volt a felesége. (Esküvőjük idején Ottó még ,,csak" szász herceg és német király volt.) Ottót 962. február 2-án német-római császárrá koronázták, s vele együtt, egyedülálló módon hitvesét, Adelheidet is, még ugyanazon a napon. A ceremóniát maga XII. János pápa végezte el.
A Szentek Kalendáriuma azt állítja, hogy Adelheid első férje, II. Lothár állítólag mérgezés áldozata lett, melyet a széles körű politikai befolyással bíró Ivreai Berengár őrgróf, II. (Anscarid) Berengár néven Itália későbbi királya tervelt ki, hogy elorozza az uralkodó királyi koronáját is. Lothár halála után Berengár úgy akarta még inkább megerősíteni itáliai hatalmát, hogy eltervezte, hozzáadja fiát, Adalbertet az özvegy Adelheidhez . Amikor a fiatal özvegy visszautasította a házassági ajánlatot, és elhajózott Itáliából, elfogták, és négy hónapig házi őrizetben tartották Como városában (Lombardiában). A történet szerint egy Martin nevű pap mentette ki a hölgyet egy földalatti folyosón keresztül, majd pedig a közeli erdőbe szöktette Adelheidet, s míg ő elrejtőzött egy ideig, Martin halat fogott az ottani tóban.
Hamarosan újabb segítőtársa érkezett az asszonynak, méghozzá Canossa hercegének (Alberto Uzzo) személyében, aki azonnal pártfogásába vette Adelheidet, és elvitte őt várába, melyet a dühöngő Berengár bosszúból rögtön ostrom alá is vett. Szerencsére a nőnek sikerült futárt küldenie a későbbi I. (Nagy) Ottóhoz, hogy a védelmébe ajánlja magát. Ottó fivérei szívesen segítettek volna az özvegynek, ám Ottó serege épp egy másik csatatéren harcolt. Ennek ellenére Adelheid és Ottó rögvest találkozott Paviában, a régi lombard fővárosban, és sietve összeházasodtak.
A frigyből négy örökös született.
Közös gyermekeik:
- Henrik (952/953–957)
- Brúnó (953/954–957)
- Matild (954. december – 999. február), később ő lesz a Quedlinburgi apátság történetének első zárdafőnöknője
- Ottó (955 – 983. december 7.), a későbbi II. Ottó német-római császár, továbbá itáliai és német király, aki 972. április 14-én nőül vette a körülbelül 12 éves Phokas Theophanu bizánci hercegnőt. Frigyük 11 és fél éve során öt közös gyermekük (Zsófia, Adelheid, Matilda, Ottó és egy ismeretlen nevű leány, aki Ottó ikertestvére volt) jött világra. Vörös Ottó 961. május 26-ától lett német király, 967. december 25-től volt német-római császár, 980. december 25-től pedig itáliai uralkodó.

953-ban Liudolf, aki I. Ottó első feleségétől született, sikerrel vert le egy lázadást Németországban, megerősítve ezzel Adelheid hatalmát azon a vidéken, ugyanis az említett zendülés pont az asszony özvegyi birtokain zajlott le. 966-ban Adelheid csatlakozott férje hat évig tartó, harmadik itáliai expedíciójához.
Élete utolsó éveit visszavonultságban töltötte, a 991 körül általa alapított Seltzi apátság zárdájában, az északkelet-franciaországi Elzász tartományban. Napjait áhítatos imádkozással töltötte, de az apácafátylat soha nem öltötte magára. Ebben a zárdában halt meg, körülbelül 68 éves korában, 999. december 16-án, útban Burgundia felé, hogy támogassa unokaöccsét, III. Rudolf burgund királyt egy felkelés kapcsán. Adelheid azt hitte, hogy 16 nap múlva, tehát 1000. január 1-jén fog megtörténni Krisztus második eljövetele.
Halála napját, december 16-át még ma is tiszteletben tartja a német egyházmegyék többsége, Adelheidet Selzben temették el. Nem avatták szentté, de halála óta szent császárnéként tisztelik. aki életében arról is híressé vált, hogy nagylelkűen ételt és alamizsnát osztott a szegényeknek.

## Szent Adelheid
A nemi erőszak áldozatai, a menyasszonyok, a császárnék, a száműzöttek, a házassági problémák, a szülők, a sokgyermekes családok, a hercegnők, a rabok, a második házasságukban élő emberek, a mostohaszülők és az özvegyek védőszentjeként tisztelik, mind a római katolikus, mind pedig a keleti ortodox egyházak. Adelheid volt a 10. század talán legbefolyásosabb asszonya Európában. Sokáig ápolt kiváló kapcsolatot a Clunyi apátsággal is, mely a kor egyházi reformmozgalmának egyik fontos központja volt Európában, továbbá az asszony jó barátságba került az ottani Majolus és Odilo apáttal. Az özvegy császárné megosztotta figyelmét és idejét jótékony cselekedetei és a békítő diplomácia között, a birodalom érdekében. Például ő volt az is, aki kompromisszumkész párbeszédet kezdeményezett az addig ellenségeskedő szláv néppel.
Értékes, csodatévő relikviáinak nagy része ma Hannoverben található. Nő létére a kemény, férfiak által uralt politikai életből is sikeresen kivette részét, hiszen ő volt unokája, III. Ottó német-római császár mellett a régens a Német-római Birodalom élén, 991 és 995 között. (A későbbi III. Ottó apja, II. Ottó 983. december 7-én halt meg, mikor fia még csupán 3 éves volt.) 995 után Adelheid végleg visszavonult a kormányzás nyűgjétől, s a seltzi zárdába költözött.